# Regiunea Sédhiou
Regiunea Sédhiou este o unitate administrativă de gradul I a Senegalului. Reședința sa este orașul Sédhiou. S-a format în anul 2008, prin scindarea regiunii Kolda.